# 신정자
신정자(1980년 12월 11일 ~ )은 대한민국의 전직 농구 선수이다. 선수 시절 '리바운드의 여왕', '미녀 리바운더'라는 별명으로 불렸다.

## 생애
경상남도 창원시 출생으로 마산여자중학교와 마산여자고등학교를 졸업하고 1999년 청주 KB국민은행 스타즈에 입단했다.
KB국민은행 시절에는 벤치 멤버였으나 2006년에 부산 BNK 썸으로 이적한 뒤 기량이 만개하기 시작했다. 탁월한 리바운드 능력을 갖춘데다가 때로는 경기 운영까지 도맡은 에이스로 성장했다. 2011~2012 시즌에 정규리그 최우수선수로 선정되었고 2012~2013 시즌 초반에는 3경기 연속 트리플 더블이라는 대기록을 세웠다.
통산 리바운드 부문에서도 4502개로 압도적 1위에 이름을 올리며 '미녀 리바운더'로 불렸다.
국가대표에서도 2006년 아시안게임을 기점으로 3회 연속 아시안게임에 출전했고 인천에서 열린 2014년 아시안게임에서 하은주와 함께 금메달을 목에 걸었다. 이 밖에도 하계 올림픽, 하계 올림픽 여자 농구 최종 예선, 아시아 여자농구선수권대회 등 권위있는 대회마다 대표팀의 부름을 받았다.
그러나 프로에서는 우승과는 거리가 멀었다.
1999년 프로 데뷔 이후 여름리그, 겨울리그를 포함해 25시즌, 586경기(통산 출전 경기 횟수 1위)를 뛰었지만 우승을 한번도 하지 못했다.
전성기를 누렸던 BNK 시절에는 2010~2011 시즌 챔피언결정전에 진출했으나 인천 신한은행 에스버드에 기세에 밀리며 준우승에 만족해야했다. 2014~2015 시즌 중반에 신한은행으로 이적했으나 아산 우리은행 위비에게 타이틀을 내준 후 신한은행은 더 이상 전성기 때의 위력이 나오지 않았고 결국 신한은행에서도 우승의 숙원을 풀지 못했다. 통산 출전 경기 부문 10위 안에 든 선수 가운데 유일하게 프로에서 단 한 차례도 우승을 못한 선수로 남게 되었다. 2016년 4월 5일에 은퇴를 선언하면서 17년간의 현역 선수 생활을 마감했다.

## 사생활
2015년 5월, 윤성호 SBS 스포츠 아나운서와 결혼했다.